# Ulica Wąski Dunaj w Warszawie
Ulica Wąski Dunaj – ulica warszawskiego Starego Miasta, biegnąca od Rynku Starego Miasta i ul. Nowomiejskiej do ul. Podwale.

## Historia
Pierwotna nazwa – Dunay – była wspólnym, używanym jeszcze w XIX wieku określeniem zarówno ul. Wąski Dunaj, jak i ul. Szeroki Dunaj. Wzięła swój początek od nazwy strumienia Dunaj, wypływającego ze źródełka, które znajdowało się na dzisiejszej ul. Szeroki Dunaj, i uchodzącego do fosy biegnącej wzdłuż ul. Podwale.
U zbiegu Szerokiego Dunaju z linią murów obronnych od początku ich istnienia stała baszta, zastąpiona w latach 1598–1612 Bramą Nową, zwaną też od połowy XVII wieku Bramą Poboczną – trzykondygnacyjną i prostokątną w przekroju budowlą, rozebraną w roku 1804.
Wyburzenie Bramy Pobocznej pozwoliło na połączenie Wąskiego Dunaju z ul. Podwale. Zabudowa ulicy, częściowo przyporządkowana numeracji Rynku Starego Miasta, ul. Nowomiejskiej i Piwnej powstawała etapami od XVI wieku, choć zabudowania drewniane stały tu jeszcze w wieku XVIII.
Granica domu nr 5 wyznacza bieg nieistniejącej już uliczki zwanej Żydowską lub Abrahamowską, dochodzącej niegdyś do ul. Rycerskiej. W XIV wieku na rogu ulic Żydowskiej i Wąski Dunaj wzniesiono murowaną synagogę.
Cała zabudowa ulicy została zniszczona w roku 1944; powojenna rekonstrukcja z lat 1949–1962 nie objęła domu nr 7/9; przy okazji zmieniono numerację ulicy, wznosząc pojedyncze kamienice na miejscu dwóch istniejących wcześniej.
Pod numerem 8 znajduje się kamienica pod Chrystusem, pierwotnie z 1632, która w wyniku rekonstrukcji także otrzymała zmieniony wystrój rzeźbiarski.

## Ważniejsze obiekty
- Kamienica Pod Chrystusem
- Pomnik Małego Powstańca
- Rzeźba Oświęcim II